# Laura
A Laura latin eredetű női név, a Laurentius (Lőrinc) férfinév női párjának, a Laurenciának a rövidülése. Azonban lehet a latin laurus szó származéka is, melynek jelentése babérfa, babérkoszorú.

## Rokon nevek
- Laurencia:[1] a Laurentius (magyarul Lőrinc) férfinévnek a női párja.[2]
- Lara:[1] a Laura és a Larissza rövidülése.[2]
- Lauretta:[1] a Laura olasz eredet, kicsinyítőképzős változata.[2]
- Lora:[1] a Laura több nyelvben használt változata.[3]
- Lorella:[1] a Lora kicsinyítőképzős továbbképzése.[3]
- Lorett:[1] a Lauretta francia változatából származik.[3]
- Loretta:[1] a Laura olasz kicsinyítőképzős alakja.[3]
- Lorin:[1] a Laura és a Laurencia német és angol változatából ered.[3]
- Lorina:[1] a Lorin latinos továbbképzése.[3]
- Lolli:[1] a Laura becéző alakváltozata.
- Lorenza:[1] a Lorenzó férfinév női párja.
- Lartia:[1] a Laurencia származéka.[2]

## Gyakorisága
A Laura az 1990-es években lett gyakori név, korábban ritka volt, a 2000-es években a 10-12. leggyakoribb női név.
Az 1990-es években a Loretta igen ritka, a Lara, Laurencia, Lauretta, Lora, Lorella, Lorett, Lorin és Lorina szórványos név volt, a 2005 óta a Lara a 46-88. leggyakoribb női név, a többi nem szerepel az első százban.

## Névnapok
Laura, Lauretta, Lorett
- április 11.[2]
- június 17.[2]
- június 28.[2]
- október 19.[2]

Laurencia
- június 28.[2]
- október 8.[2]

Lara
- március 26.[2]

Lora, Lorella
- június 28.[3]
- október 19.[3]

Loretta
- december 10.[3]

Lorin, Lorina
- október 8.

## Híres Laurák, Laurenciák, Larák, Lauretták, Lorák, Lorellák, Lorettek, Loretták, Lorinok, Lorinák, Lollik és Lorenzák
- Laura Allen színész
- Laura Betti színész
- Laura Branigan amerikai énekes
- Csajághy Laura, Vörösmarty Mihály felesége
- Dánielné Lengyel Laura író, újságíró
- Döbrösi Laura énekesnő, színésznő
- Laura Espido Freire kortárs spanyol írónő
- Laura Esquivel mexikói írónő
- Loretta Goggi olasz énekes
- Laura Golarsa olasz teniszezőnő
- Laura Granville amerikai teniszezőnő
- Helvey Laura drámai színész
- Hilgermann Laura operaénekes (alt), énekpedagógus
- Laura Howard angol színésznő
- Iancu Laura magyar író- és költőnő
- Laura Leighton amerikai színésznő
- Mátray Laura színész
- Laura de Noves, Petrarca múzsája
- Ottlik M. Laura balettművész
- Laura Pausini olasz énekes
- Laura Pavel román irodalomkritikus és teatrológus
- Polányi Laura történész
- Topolcsányi Laura színész, író
- Laura Prepon amerikai színésznő
- Réthy Laura színész, operettprimadonna
- Laura Zapata mexikói telenovella-színésznő
- Laura Ziskin amerikai filmproducer
- Leiner Laura magyar ifjúsági írónő